# Goppaschrofen
Goppaschrofen är en bergstopp i Österrike.   Den ligger i distriktet Feldkirch och förbundslandet Vorarlberg, i den västra delen av landet, 500 km väster om huvudstaden Wien. Toppen på Goppaschrofen är 1 781 meter över havet, eller 104 meter över den omgivande terrängen. Bredden vid basen är 0,21 km.
Terrängen runt Goppaschrofen är bergig åt sydväst, men åt nordost är den kuperad. Närmaste större samhälle är Feldkirch, 6,5 km norr om Goppaschrofen. 
I omgivningarna runt Goppaschrofen växer i huvudsak blandskog. Runt Goppaschrofen är det ganska tätbefolkat, med 54 invånare per kvadratkilometer.